# Orville (Pas-de-Calais)
Orville – miejscowość i gmina we Francji, w regionie Hauts-de-France, w departamencie Pas-de-Calais.
Według danych na rok 1990 gminę zamieszkiwało 325 osób, a gęstość zaludnienia wynosiła 27 osób/km² (wśród 1549 gmin regionu Nord-Pas-de-Calais Orville plasuje się na 905. miejscu pod względem liczby ludności, natomiast pod względem powierzchni na miejscu 220.).